# Martin Kelly
Martin Kelly (Whiston, 27 de abril de 1990) é um futebolista inglês. Atualmente, está no West Bromwich Albion.

## Liverpool
Kelly esteve no Liverpool desde a idade de sete anos e veio através de fileiras da Academia.

## Títulos
Liverpool
- Copa da Liga Inglesa: 2011–12[2]